# Bracon rubricator
Bracon rubricator är en stekelart som beskrevs av Maximilian Spinola 1808. Bracon rubricator ingår i släktet Bracon och familjen bracksteklar. Inga underarter finns listade.